# Vindeker SAVIOR
Vindeker SAVIOR (Windecker SAVIOR) je bio avion koji je proizvodila američka kompanija Vindeker Industris tokom 1970-ih godina. Bio je to avion dizajniran kao letelica za spasavanje, namenjen prevozu spasilačkog tima i opreme na mesta nesreće i prirodnih katastrofa.
Vindeker SAVIOR je bio dvomotorni turboelisni avion, sposoban da preveze do deset putnika. Ovaj avion je bio opremljen naprednim sistemima i tehnologijom, uključujući radar, navigacijske uređaje i komunikacijske uređaje. Osim toga, imao je i poseban sistem za ublažavanje vibracija koji je pružao veću sigurnost i udobnost letenja.
SAVIOR se odlikovao visokom efikasnošću i izdržljivošću. Kao i drugi avioni iz Vindeker Industris, SAVIOR je izrađen od kompozitnih materijala umesto tradicionalnih metala. Ovaj materijal je pružao bolju čvrstoću i otpornost na koroziju, dok je istovremeno bio lakši i lakši za održavanje. To je omogućilo avionu da ima veću efikasnost i smanjenu potrošnju goriva.
Vindeker SAVIOR je bio važan avion u razvoju opreme za spasavanje i prevoz spasilačkih timova na mesta nesreće i prirodnih katastrofa. Međutim, uprkos svojim kvalitetima, SAVIOR se nije proizvodio u velikim serijama. Kao i drugi avioni Vindeker Industris, visoka cena proizvodnje i nedostatak podrške od strane države i vodećih kompanija u avioindustriji uticali su na to da SAVIOR nije postao široko korišten avion. Samo nekoliko primjeraka proizvedeno je pre nego što je proizvodnja obustavljena.
Vindeker SAVIOR je doprineo razvoju tehnologije i opreme koja se danas koristi u spasilačkim misijama širom sveta. Ovaj avion je ostao važan korak u razvoju avioindustrije i opreme za spasavanje, čime je značajno unapredio tehnologiju i performanse aviona u ovom segmentu avioindustrije.